# Black Down
Pour les articles homonymes, voir Blackdown.
Black Down est une colline du Somerset, en Angleterre, constituant avec 325 mètres d'altitude le point culminant des collines de Mendip. Il fait partie de la zone classée Area of Outstanding Natural Beauty.

## Toponymie
Le nom de Black Down viendrait du vieil anglais Blac ou Bloec signifiant « morne, triste, lugubre » et de Dun désignant une pente ou un fort.

## Géographie

### Situation, topographie
Black Down se trouve dans le comté non-métropolitain du Somerset, dans le Sud-Ouest de l'Angleterre, au Royaume-Uni. Il s'élève à 325 mètres d'altitude, quelques kilomètres à l'est du canal de Bristol, près de Weston-super-Mare, ce qui en fait le point culminant des collines de Mendip. Son sommet, appelé Beacon Batch, offre une vue sur la Chew Valley.

### Géologie
Contrairement à la majeure partie des collines de Mendip, Black Down est constitué de roches du grès Dévonien et de roches volcaniques du Silurien, plus résistantes à l'érosion.

### Faune et flore
Black Down est une zone de landes dont le versant le plus abrupt est couvert de fougères du genre Pteridium et sa partie sommitale de callune (Calluna vulgaris). Cet habitat a été récemment colonisé par la Fauvette pitchou (Sylvia undata).

## Histoire

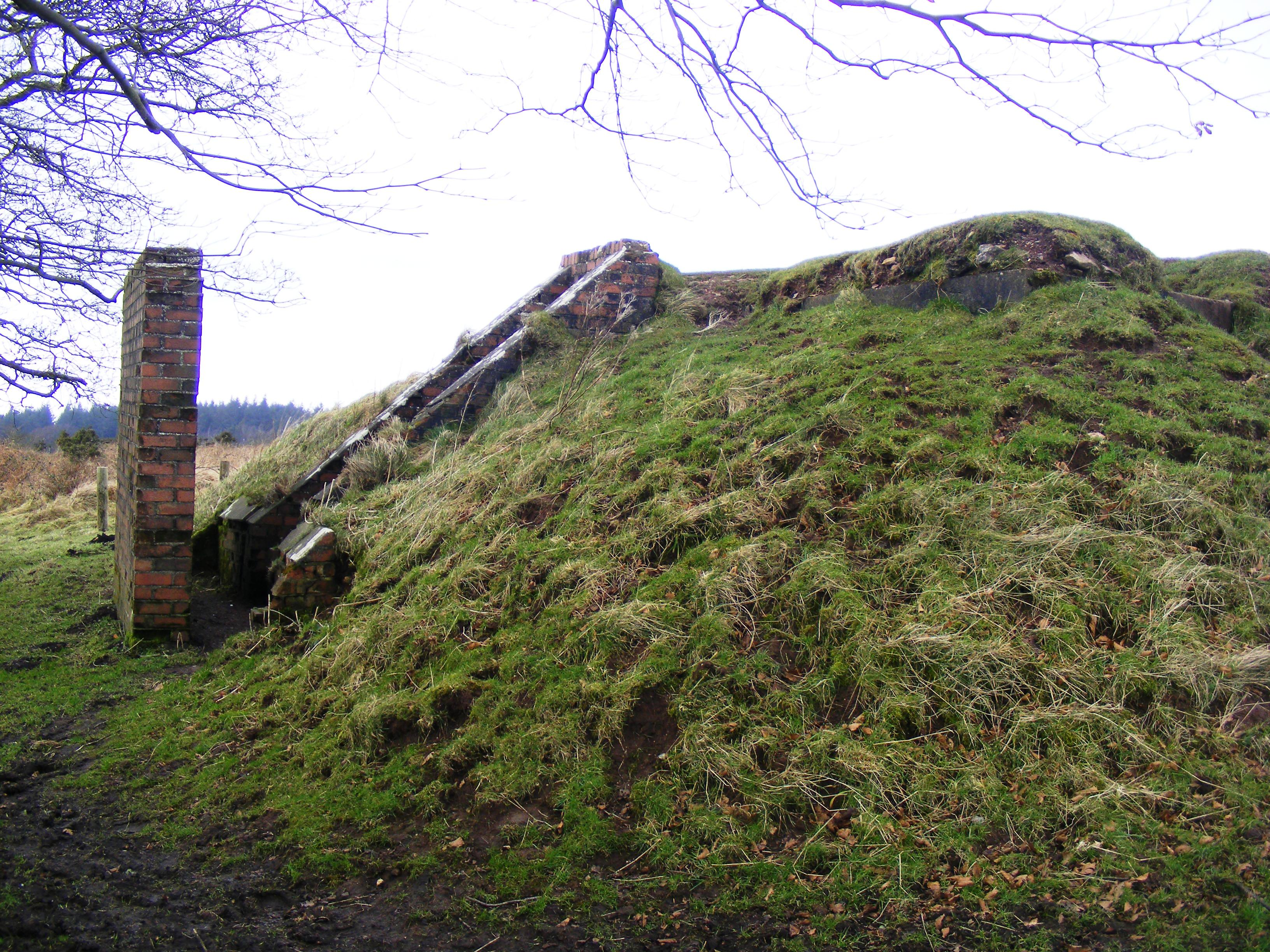
Vue d'un bunker de la Seconde Guerre mondiale sur Black Down.

Black Down abrite les vestiges de tumulus de l'âge du bronze, dont l'un est actuellement surmonté d'une borne trigonométrique de l'Ordnance Survey. Tous manifestent des signes d'infraction, mais la seule excavation connue historiquement est celle du révérend J. Skinner en 1820. Le principal groupe de tumulus comporte neuf tumulus en bol, un en cloche et un en disque. Un autre groupe de trois tumulus en bol se situe à l'ouest, et un groupe de deux tumulus en bol se trouve 600 mètres au sud-est du principal. Ces édifices sont listés en tant que monuments anciens classés.
Le site Starfish de Black Down, construit durant la Seconde Guerre mondiale, est destiné à leurrer les bombardiers qui auraient comme instruction de pilonner la ville de Bristol. Il est listé sur l'inventaire national des monuments d'Angleterre (National Monuments Record). D'autre part, des monticules de pierres, proches de cairns, sont dressés afin d'empêcher l'atterrissage ennemi sur le plateau sommital.

## Activités

### Ascension
La voie la plus courte pour se rendre au sommet part du parking de la combe de Burrington. Elle est longue d'environ un kilomètre et traverse des terres d'accès public.

### Protection environnementale
Black Down fait partie d'une zone classée Area of Outstanding Natural Beauty depuis 1972 sur une superficie approchant 200 km2.